# Fato social total
O Fato Social Total, para Marcel Mauss, é uma atividade que tem implicações em toda a sociedade, nas esferas econômicas, jurídicas, políticas e religiosas. Diversas esferas da vida social e psicológica são tecidas juntas pelo que ele passa a chamar de"fatos sociais totais". Um fato social total é tal que ele informa e organiza as instituições e práticas aparentemente bastante distintas.
O termo foi popularizado por Marcel Mauss em seu clássico Ensaio sobre a Dádiva:
"Existe aí [nas sociedades arcaicas] um enorme conjunto de fatos. E fatos que são muito complexos. Neles, tudo se mistura, tudo o que constitui a vida propriamente social das sociedades que precederam as nossas — até às da proto-história. Nesses fenômenos sociais "totais", como nos propomos chamá-los, exprimem-se, de uma só vez, as mais diversas instituições: religiosas, jurídicas e morais — estas sendo políticas e familiares ao mesmo tempo —; econômicas — estas supondo formas particulares da produção e do consumo, ou melhor, do fornecimento e da distribuição —; sem contar os fenômenos estéticos em que resultam estes fatos e os fenômenos morfológicos que essas instituições manifestam."
— Marcel Mauss